# La Viña (Chulucanas)
La Viña es un centro poblado peruano ubicado en el distrito de Chulucanas, perteneciente a la provincia de Morropón del departamento de Piura, al norte del Perú. En el 2017 tenía una población de 736 habitantes según el INEI.